# Rudlov
Rudlov – wieś (obec) na Słowacji położona w kraju preszowskim, w powiecie Vranov nad Topľou. Pierwsze wzmianki o miejscowości pochodzą z 1402 roku.
Według danych z dnia 31 grudnia 2012 roku, wieś zamieszkiwało 657 osób, w tym 338 kobiet i 319 mężczyzn.
W 2001 roku pod względem narodowości i przynależności etnicznej 96,91% mieszkańców stanowili Słowacy, a 1,7% Romowie.
Ze względu na wyznawaną religię struktura mieszkańców kształtowała się w 2001 roku następująco:
- Katolicy rzymscy – 25,93%
- Grekokatolicy – 70,37%
- Ewangelicy – 1,08%
- Ateiści – 0,93%
- Nie podano – 1,7%